# BMW X1
BMW X1 је субкомпактни кросовер који производи немачка фабрика аутомобила BMW. Производи се од 2009. године, тренутно у другој генерацији.

## Историјат
Успех који је остварио X5 захтевао је да се асортиман теренских возила прошири. BMW потом развија моделе X3, X6 и на крају X1. Ценовно је позициониран између BMW серије 1 и BMW серије 3.

### Прва генерација (2009–2015)
Производња модела X1 (интерне ознаке Е84) почиње у октобру 2009. године у BMW-овој фабрици у Лајпцигу. X1 је у почетку био доста критикован због свог атрактивног дизајна и возне динамике, међутим показало се да то није истина што показује податак да је од лансирања 2009. до септембра 2013. године подато преко 500.000 возила широм света. Урађена су два редизајна 2012. и 2014. године. У првом редизајну добија нови предњи и задњи браник, спољне ретровизоре и задња светла, док је унутрашњост незнатно промењена. 2014. су уведена дневна светла као стандардни део опреме.

### Друга генерација (2015–2022)
BMW је на салону аутомобила у Франкфурту септембра 2015. године представио другу генерацију модела X1 (интерне ознаке F48). За разлику од претходне генерације, друга генерација има у основној верзији погон на предњим точковима. Заснован је на механичкој основи Минија и BMW серије 2 актив турер. Спољашњи дизајн представља комбинацију стила BMW серије 2 актив турер и модела X3.

### Трећа генерација (2022–)
U11 X1 је модел треће генерације. Изграђен је на истој UKL2 платформи као и претходни модел, а сада има батеријску електричну верзију под називом iX1. Слично претходној генерацији, модели са погоном на сва четири точка су означени као xDrive. Доступан је низ бензинских, дизел и ПХЕВ модела. Као и претходни модел, ексклузивни кинески модел са дугим међуосовинским растојањем биће кодног назива U12.